# رينيه هامل
رينيه هامل هو سياسي كندي، ولد في 9 فبراير 1910 في Grand-Mère, Quebec ‏ في كندا، وتوفي في 16 ديسمبر 1982 في شاوينيغان في كندا. نشط حزبياً في حزب كيبيك الليبرالي. وقد انتخب عضو الجمعية الوطنية في كيبك ‏ عن دائرة Saint-Maurice (provincial electoral district) ‏ (16 يوليو 1952 – 30 أكتوبر 1964) وانتخب عضو مجلس العموم الكندي عن دائرة Saint-Maurice—Laflèche ‏ وقد انضم خلال فترته النيابية (11 يونيو 1945 – 26 يونيو 1949) للكتلة البرلمانية Bloc populaire ‏.